# Kosiny Bartosowe
Kosiny Bartosowe – wieś sołecka w Polsce położona w województwie mazowieckim, w powiecie mławskim, w gminie Wiśniewo.
W latach 1975–1998 miejscowość administracyjnie należała do województwa ciechanowskiego.
Obok miejscowości przepływa rzeczka Sewerynka, dopływ Mławki.